# شو جیهوا
شو جیهوا (انگلیسی: Xu Jihua؛ زادهٔ ۱۴ سپتامبر ۱۹۶۶) کشتی‌گیر اهل چین بود. وی در بازی‌های المپیک تابستانی ۱۹۸۸ شرکت کرده‌است.